# Libri de La signora in giallo
Il grande successo televisivo de La signora in giallo ha portato alla realizzazione di una vasta serie di romanzi con protagonista Jessica Fletcher. L'autore originario legato a questa serie è Donald Bain, che firma i suoi lavori come "Jessica Fletcher & Donald Bain", abbinando il suo nome a quello della celebre scrittrice del Maine. Attualmente in Italia i romanzi sono pubblicati dalla Sperling & Kupfer. Dei 47 romanzi scritti da Bain 9 sono ancora inediti in Italia. Nel libro, Appuntamento con la morte del 2018, appare come firmatario anche Jon Land per l'ultimo testo a cui ha lavorato Donald Bain prima della morte.
Jon Land in questo modo decide di "adottare" la serie di Bain per portare Jessica a nuovi livelli, con una modalità di scrittura forse più introspettiva e leggermente più noir rispetto allo stile più semplice e accogliente di Bain. Land sarà autore per soli 6 romanzi della serie. 
Nel 2020, è stata resa nota la notizia che la scrittrice Terrie Farley Moran porterà avanti la serie a partire dal 2021. Sperling & Kupfer continuerà la traduzione della serie.
A Giugno 2024 è stato annunciato che l'autrice Barbara Early pubblicherà  due nuovi libri della serie La Signora in giallo", i quali verranno pubblicati all'inizio del 2025 e nel 2026.
Moran continuerà a pubblicare per la serie nel 2025 e nel 2026, alternandosi con le pubblicazioni della Early.

## Elenco dei libri
Le date si riferiscono alle edizioni in inglese.

### Jessica Fletcher & Donald Bain
1. La signora in giallo. Gin & Pugnali (Gin & Daggers), 1989
2. La signora in giallo. Manhattan & Omicidi (Manhattans & Murder), 1994
3. La signora in giallo. Rum & Delitti (Rum and Razors), 1995
4. La signora in giallo. Brandy & Pallottole (Brandy and Bullets), 1995
5. La signora in giallo. Martini & Follia (Martinis and Mayhem), 1995
6. A deadly judgment, 1996 ~ [inedito in Italia]
7. A palette for murder, 1996 ~ [inedito in Italia]
8. La signora in giallo. Omicidi & Fantasmi (The Highland fling murders), 1997
9. La signora in giallo. Assassinio a bordo (Murder on the QE2), 1997
10. Murder in Moscow, 1998 ~ [inedito in Italia]
11. A Little Yuletide Murder, 1998 ~ [inedito in Italia]
12. Murder at the Powderhorn Ranch, 1999 ~ [inedito in Italia]
13. La signora in giallo. Omicidio in primo piano (Knock 'em Dead), 1999
14. La signora in giallo. Delitto in maschera (Trick or Treachery), 2000
15. La signora in giallo. Assassinio nel vigneto (Blood on the Vine), 2001
16. Murder in a Minor Key, 2001 ~ [inedito in Italia]
17. La signora in giallo. Delitto à la carte (Provence - to Die for), 2002
18. La signora in giallo. Scommessa con il morto (You Bet Your Life), 2002
19. La signora in giallo. Delitto cum laude (Majoring in Murder), 2003
20. La signora in giallo. Assassinio in prima classe (Destination Murder), 2003
21. La signora in giallo. Cocktail letale (Dying to Retire), 2004
22. La signora in giallo. Dinner party con cadavere (A Vote for Murder), 2004
23. The Maine Mutiny, 2005 ~ [inedito in Italia]
24. La signora in giallo. Long Drink con delitto (Margaritas and Murder), 2005
25. La signora in giallo. Una recita quasi perfetta (A Question of Murder), 2006
26. Three Strikes and You're Dead, 2006 ~ [inedito in Italia]
27. La signora in giallo. Caffè, tè e il delitto è servito (Coffee, Tea, or Murder?), 2007
28. La signora in giallo. Omicidio in Crociera (Panning For Murder),  2007
29. La signora in giallo. Fuochi d'artificio con cadavere (Murder on Parade), 2008
30. La signora in giallo. Capodanno con delitto (A Slaying in Savannah), 2008
31. La signora in giallo. La morte è in scena (Madison Avenue Shoot), 2009
32. La signora in giallo. Ospite Inatteso a Cabot Cove (A Fatal Feast), 2009
33. La signora in giallo. Una fatale melodia (Nashville noir) 2010
34. La signora in giallo. I gioielli della regina (The Queen's Jewels), 2010
35. La signora in giallo. Omicidio sul ghiaccio (Skating on Thin Ice), 2011
36. La signora in giallo. Un delitto a regola d'arte (The Fine Art of Murder), 2011
37. La signora in giallo. Assassinio sull'Isola (Trouble at High Tide), 2012
38. Domestic Malice, 2012 ~ [inedito in Italia]
39. La signora in giallo. Ricetta per un delitto (Prescription For Murder), 2013
40. La signora in giallo. Primo piano di un delitto (Close-Up On Murder), 2013
41. La signora in giallo. Omicidio alle Hawaii (Aloha Betrayed), 2014
42. La signora in giallo. Omicidi e buone maniere (Death of a Blue Blood), 2014
43. La signora in giallo. Menù con delitto (Killer in the Kitchen), 2015

### Jessica Fletcher, Donald Bain & Renée Paley Bain
1. La signora in giallo. Una morte annunciata (The Ghost and Mrs. Fletcher), 2015
2. La signora in giallo. Omicidio in grande stile (Design for Murder), 2016
3. La signora in giallo. Un assassino all'amo (Hook, Line and Murder), 2016

### Jessica Fletcher, Donald Bain & Jon Land
1. La signora in giallo. Appuntamento con la morte (A Date with Murder), 2018

### Jessica Fletcher & Jon Land
1. La signora in giallo. Assassinio tra le pagine (Manuscript for murder), 2018
2. La signora in giallo. Omicidio in corsia (Murder in Red), 2019
3. La signora in giallo. Lezioni Pericolose (A Time For Murder), 2019
4. La signora in giallo. Matrimonio con delitto (The Murder of Twelve), 2020
5. La signora in giallo. Un delitto sotto l'albero (Murder in Season), 2021

### Jessica Fletcher & Terrie Farley Moran
1. La signora in giallo. Morte nel giardino Giapponese (Killing in Koi Pond), 2022
2. La signora in giallo. Delitto con Charme (Debonair in Death), 2022
3. La signora in giallo. Battuta Letale (Killer on the Court), 2023
4. La signora in giallo. Delitto sull'Isola (Death on the Emerald Isle), 2024
5. [In Attesa del Titolo Italiano] Fit for Murder (Jan 23, 2024 - USA)
6. [In Attesa del Titolo Italiano] Murder Backstage (Apr 2, 2024 - USA)
7. [In Attesa del Titolo Italiano] A Killer Christmas (Oct 8, 2024 - USA)
8. [In Attesa del Titolo Italiano] A Body in Boston (July 1, 2025)
9. [In Attesa del Titolo Italiano] The Body in the Trees (December 2, 2025)

### Jessica Fletcher & Barbara Early
1. [In Attesa del Titolo Italiano] Snowy with a Chance of Murder (March 18, 2025)